# Madalum
Madalum is een gemeente in de Filipijnse provincie Lanao del Sur in het noorden van het eiland Mindanao. Bij de laatste census in 2007 had de gemeente bijna 26 duizend inwoners.

## Geografie

### Bestuurlijke indeling
Madalum is onderverdeeld in de volgende 37 barangays:
| - Abaga - Bacayawan - Bagoaingud - Basak - Bato - Bubong - Cabasaran - Cadayonan - Dandamun - Delausan - Diampaca - Dibarosan - Gadongan | - Gurain - Kormatan - Liangan - Liangan I - Lilitun - Linao - Linuk - Lumbac - Madaya - Padian Torogan I - Pagayawan - Paridi-Kalimodan | - Poblacion - Punud - Racotan - Raya - Riray - Sabanding - Salongabanding - Sogod Kaloy - Sugod - Tamporong - Tongantongan - Udangun |

## Demografie
Madalum had bij de census van 2007 een inwoneraantal van 25.585 mensen. Dit zijn 7.180 mensen (39,0%) meer dan bij de vorige census van 2000. De gemiddelde jaarlijkse groei komt daarmee uit op 4,65%, hetgeen hoger is dan het landelijk jaarlijks gemiddelde over deze periode (2,04%). Vergeleken met de census van 1995 is het aantal mensen met 9.747 (61,5%) toegenomen.

De bevolkingsdichtheid van Madalum was ten tijde van de laatste census, met 25.585 inwoners op 498,39 km², 51,3 mensen per km².